# Nihonogomphus cultratus
Nihonogomphus cultratus är en trollsländeart som beskrevs av Chao och Wang 1990. Nihonogomphus cultratus ingår i släktet Nihonogomphus och familjen flodtrollsländor. IUCN kategoriserar arten globalt som livskraftig. Inga underarter finns listade i Catalogue of Life.